# کرک داگلاس
کرک داگلاس (به انگلیسی: Kirk Douglas) با نام تولد ایشور دانیلویچ (Issur Danielovitch) (زادهٔ ۹ دسامبر ۱۹۱۶ – درگذشتهٔ ۵ فوریهٔ ۲۰۲۰) هنرپیشه و تهیه‌کننده آمریکایی بود.

## زندگی
کرک داگلاس با نام واقعی ایشور دانیلویچ و سپس ایسادور دمسکی در سال ۱۹۱۶ در آمستردام، نیویورک در خانواده‌ای یهودی به دنیا آمد.
در ۱۹۳۸ از دانشگاه سنت لاورنس فارغ‌التحصیل شد و پیش از جنگ جهانی دوم و پس از آن نقش‌های کوتاهی را در برادوی ایفا کرد. در ۱۹۴۶ برای اولین بار وارد سینما شد و در فیلم عشق عجیب مارتا ایورس به نقش والتر اونیل (یک الکلی ضعیف‌النفس) در کنار باربارا استانویک و به کارگردانی لوییس مایلستون حضور داشت.
پس از این فیلم داگلاس در فیلم از درون گذشته در کنار رابرت میتچم و به کارگردانی ژاک ترنر ایفای نقش کرد. حضور داگلاس در سینما با جریان مک کارتیسم در آمریکا هم‌زمان شد.

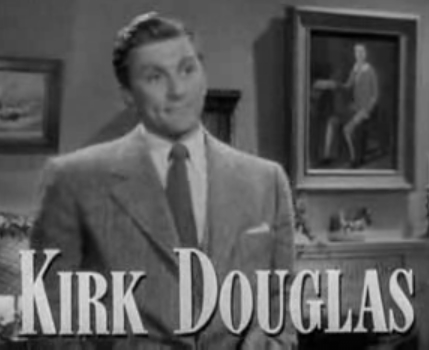
نامه‌ای به سه همسر سال ۱۹۴۹

حضور داگلاس در سینما تا سال ۱۹۴۹ با چهار فیلم دیگر همراه بود که مهم‌ترین فیلم این دوره تنهایی قدم می‌زنم در کنار برت لنکستر بود. در سال ۴۹ برای داگلاس در دو فیلم نامه‌ای به سه همسر (جوزف ال منکیه ویچ) و قهرمان (مارک رابسون) ایفای نقش کرد.
نامزدی نقش اول اسکار برای فیلم «قهرمان» به نقش میدج کلی همهٔ نگاه‌ها را به سوی داگلاس فراخواند. در سال ۱۹۵۰ کرک در دو فیلم «مرد جوان با یک شیپور» (کورتیز) و «باغ وحش شیشه‌ای» (در کنار جین وایمن) حضور یافت. اما سال ۱۹۵۱ سال همکاری کرک با سه کارگردان افسانه‌ای هالیوود بود که هر سه اثر نیز موفقیت‌هایی به همراه داشتند. یک داستان کارگاهی (ویلیام وایلر)، در امتداد مرگ و زندگی (رائول والش) و فیلم محبوب تک خال در آستین اثر بیلی وایلدر پرونده داگلاس را رنگین تر از گذشته کردند.

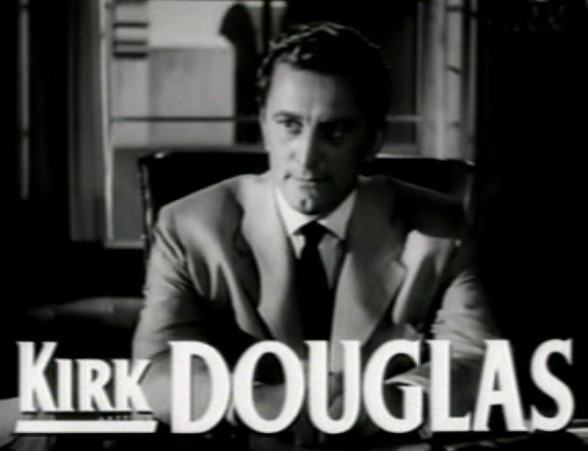
بد و زیبا سال ۱۹۵۲

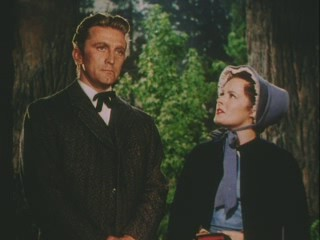
درختان بزرگ

شیوه هر سال سه فیلم بازی کردن داگلاس تا سال ۱۹۵۵ ادامه داشت و وی در این سال‌ها با کارگردانهای برجسته سینمای آمریکا همکاری‌های متعددی داشت. وی در سال ۱۹۵۲ در سه فیلم درختان بزرگ، آسمان بزرگ هوارد هاکس و بد و زیبا وینسنت مینلی حضور یافت. فیلم بد و زیبا بهترین دستاورد وی در این سال بود.
در سال ۱۹۵۳ داگلاس سی و هفت ساله برای دومین بار بار با مینه لی همکاری کرد و حاصل این همکاری فیلم درخت سه عشق بود که موفقیت فیلم قبلی را تکرار نکرد دو فیلم تردست (ادوارد دیمیتریک) و کار عشق (آناتول لیتواک) دیگر کارهای داگلاس در این سال بودند.
سال ۱۹۵۴ داگلاس برای بار دوم ازدواج کرد که بر خلاف ازدواج قبلی اش دوام بسیار بیشتری داشت و این ازدواج تا آخر عمر او برقرار بود. داگلاس از همسر اول خود دایان داگلاس صاحب دو پسر است که مایکل داگلاس هنرپیشه فیلم‌های (وال استریت، ترافیک، سندرم چینی و بازی) یکی از آن‌ها است. همسر دوم او آن بایدنس نام دارد که از وی صاحب دو فرزند است.
اما در همین سال (۱۹۵۴) داگلاس فیلم‌های اولیس در کنار آنتونی کویین و بیست هزار فرسنگ زیر دریا (شاهکار به‌یادماندنی ژول ورن) را در کارنامه هنری خود ثبت کرد سال ۱۹۵۵ کرک در فیلم اغلب مردها خطرناکند (مسابقه دهنده‌ها) به کارگردانی هنری هاتاوی به نقش یک راننده اتوبوس ایتالیایی که آرزویش حضور در مسابقات جایزه بزرگ به عنوان یک راننده مشهور است حضور یافت.
مبارزه گر سرخپوست (آندره دتوت) و فیلم مهم مرد بدون ستاره (کینگ ویدور) دیگر کارهای وی در سال ۱۹۵۵ می‌باشند. یک سال بعد وی تنها در یک اثر ایفای نقش کرد که فیلم ارزشمند میل برای زندگی نام داشت و او را نامزد جایزه اسکار کرد در این فیلم داگلاس برای بار سوم با مینه لی همکاری کردو توانست نقش ونسان ون گوگ نقاش نامدار سبک پست امپرسیونیست را ایفا کند آنتونی کویین برای این فیلم صاحب جایزه اسکار گردید.

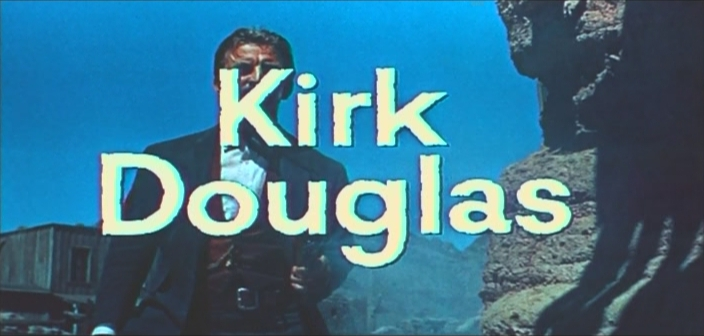
جدال در اوکی کرال

سال ۱۹۵۷ حضور داگلاس در دو فیلم خاطره انگیز جدال در اوکی کرال (در کنار برت لنکستر) و راه‌های افتخار (استنلی کوبریک) به نقش کلنل داکس همهٔ نگاها را به سوی وی جلب کرد. موفقیت‌های پی در پی داگلاس باعث شده بود که دستمزد این ستاره سینما از ۲۵ هزار دلار برای فیلم از درون گذشته به ۳۵۰ هزار دلار برای فیلم راه‌های افتخار برسد.
وایکینگ‌ها (ریچارد فلیشر) ۱۹۵۸، آخرین قطار گان هیل (جان استرجز) ۱۹۵۹ دو فیلم مهم دیگر داگلاس پیش از ساخت اسپارتاکوس اند.
اسپارتاکوس اولین تجربه داگلاس در مقام تهیه‌کنندگی بود که وی در این فیلم بزرگ و یکتا با نوشتن نام دالتون ترامبو در تیتراژ فیلم تابوی ذکر نکردن نام شخصیت‌های لیست سیاه مک‌کارتی را شکست و نام خود را به عنوان یکی از شخصیت‌های اثرگذار تاریخ سینمای آمریکا ثبت کرد. بازی زیبای داگلاس در این فیلم بسیار مورد توجه قرار گرفت به‌طوری‌که رای‌گیری با اعتبار AFI از او به عنوان هفدهمین ستاره سینما یاد کرد.
مهم‌ترین کارهای وی پس از اسپارتاکوس به این شرح است: هفت روز در ماه می، راه پر خطر، دلیجان آتش، نظم، خشم.
کرک داگلاس در سال ۱۹۹۵ برای ۵۰ سال حضور در سینما مفتخر به جایزه با اعتبار اسکار گردید. همچنین در سال ۱۹۹۹ و ۲۰۰۱ به ترتیب جوایز یک عمر دستاورد AFI و مدال ملی هنر را دریافت نمود.

## تولد ۹۹ سالگی
در مراسم جشن تولد کرک داگلاس که با حضور سه پسرش مایکل، پیتر و جوئل و با حضور عروسش کاترین زتا جونز برگزار شد، یک دسته گل بزرگ از رزهای قرمز و سفید و با کیکی که رویش نوشته شده بود: «امروز ۹۹» تولد او گرامی داشته شد. در این مراسم کرک داگلاس مبلغ ۱۵ میلیون دلار به استودیو وودلند هیلز هدیه کرد تا یک ساختمان دو طبقه برای بیماران آلزایمر بسازد؛ مرکزی که توانایی مراقبت از ۸۰ نفر از اعضای صنعت سینما را که به این بیماری مبتلا شده‌اند دارد. انتظار می‌رود این ساختمان در سال ۲۰۱۶ کامل شود.
در این مراسم جفری کاتزنبرگ رئیس بنیاد MPTF از کرک داگلاس و همسرش که تاکنون بیش از ۴۰ میلیون دلار به این امر اختصاص داده‌اند، تجلیل کرد. در واقع آن‌ها در سال ۱۹۹۲ به ایجاد واحد آلزایمر در این مؤسسه کمک کردند که به نام پدر کرک داگلاس خوانده شده‌است.
در این مهمانی دربارهٔ نحوه برگزاری جشن ۱۰۰ سالگی کرک داگلاس در سال آینده نیز حرف‌هایی زده شد. قرار است این جشن تولد هم‌زمان با جشن تولد ۱۱۱ سالگی «ترومبو» فیلمنامه‌نویس اسپارتاکوس گرفته شود که هر دو در یک روز با ۱۱ سال فاصله به دنیا آمدند. کرک داگلاس در ۹ دسامبر ۲۰۱۶، ۱۰۰ ساله شد.

## تولد ۱۰۳ سالگی
وی در روز ۹ دسامبر ۲۰۱۹، تولد ۱۰۳ سالگی خود را با عنوان «امروز ۱۰۳» جشن گرفت.

## درگذشت در ۱۰۳ سالگی
کرک داگلاس در روز چهارشنبه، پنجم فوریه ۲۰۲۰، در سن ۱۰۳ سالگی درگذشت.

## فیلم‌ها
| سال  | نام                                | نقش                           | توضیحات                                                                          |
| ---- | ---------------------------------- | ----------------------------- | -------------------------------------------------------------------------------- |
| ۱۹۴۶ | عشق عجیب مارتا ایورس               | Walter O'Neil                 |                                                                                  |
| ۱۹۴۷ | از درون گذشته                      | Whit Sterling                 |                                                                                  |
| ۱۹۴۷ | عزا برازنده الکتراست               | Peter Niles                   |                                                                                  |
| ۱۹۴۸ | تنهایی قدم می‌زنم                   | Noll "Dink" Turner            |                                                                                  |
| ۱۹۴۸ | The Walls of Jericho               | Tucker Wedge                  |                                                                                  |
| ۱۹۴۸ | My Dear Secretary                  | Owen Waterbury                |                                                                                  |
| ۱۹۴۹ | نامه‌ای به سه همسر                  | George Phipps                 |                                                                                  |
| ۱۹۴۹ | قهرمان                             | Michael "Midge" Kelly         | نامزد - جایزه اسکار بهترین بازیگر نقش اول مرد                                    |
| ۱۹۵۰ | Young Man with a Horn              | Rick Martin                   |                                                                                  |
| ۱۹۵۰ | باغ‌وحش شیشه‌ای                      | Jim O'Connor                  |                                                                                  |
| ۱۹۵۱ | Along the Great Divide             | Marshal Len Merrick           |                                                                                  |
| ۱۹۵۱ | تک‌خال در حفره                      | Chuck Tatum                   |                                                                                  |
| ۱۹۵۱ | داستان کارآگاه                     | Detective Jim McLeod          |                                                                                  |
| ۱۹۵۲ | درختان بزرگ                        | Jim Fallon                    |                                                                                  |
| ۱۹۵۲ | آسمان بزرگ                         | Jim Deakins                   |                                                                                  |
| ۱۹۵۲ | بد و زیبا                          | Jonathan Shields              | نامزد - جایزه اسکار بهترین بازیگر نقش اول مرد                                    |
| ۱۹۵۳ | داستان سه عشق                      | Pierre Narval                 |                                                                                  |
| ۱۹۵۳ | ژانگوله                            | Hans Muller                   |                                                                                  |
| ۱۹۵۳ | Act of Love                        | Robert Teller                 |                                                                                  |
| ۱۹۵۴ | The Jack Benny Program             |                               | مجموعه تلویزیونی                                                                 |
| ۱۹۵۴ | ۲۰٬۰۰۰ فرسنگ زیر دریا              | Ned Land                      |                                                                                  |
| ۱۹۵۵ | The Racers                         | Gino Borgesa                  |                                                                                  |
| ۱۹۵۵ | اولیس                              | اودیسئوس                      | aka Ulysses                                                                      |
| ۱۹۵۵ | مرد بدون ستاره                     | Dempsey Rae                   |                                                                                  |
| ۱۹۵۵ | مبارز سرخ‌پوست                      | Johnny Hawks                  |                                                                                  |
| ۱۹۵۶ | شور زندگی                          | ونسان ون گوگ                  | نامزد - جایزه اسکار بهترین بازیگر نقش اول مرد                                    |
| ۱۹۵۷ | Top Secret Affair                  | Maj. Gen. Melville A. Goodwin |                                                                                  |
| ۱۹۵۷ | جدال در اوکی کرال                  | داک هالیدی                    |                                                                                  |
| ۱۹۵۷ | راه‌های افتخار                      | Colonel Dax                   |                                                                                  |
| ۱۹۵۸ | وایکینگ‌ها                          | Einar                         |                                                                                  |
| ۱۹۵۹ | آخرین قطار گان هیل                 | Matt Morgan                   |                                                                                  |
| ۱۹۵۹ | شاگرد شیطان                        | Richard "Dick" Dudgeon        |                                                                                  |
| ۱۹۶۰ | Strangers When We Meet             | Larry Coe                     |                                                                                  |
| ۱۹۶۰ | اسپارتاکوس                         | اسپارتاکوس                    | همچنین تهیه‌کننده اجرایی                                                          |
| ۱۹۶۱ | شهر بی‌ترحم                         | Major Garrett                 |                                                                                  |
| ۱۹۶۱ | آخرین غروب آفتاب                   | Brendan "Bren" O'Malley       |                                                                                  |
| ۱۹۶۲ | شجاعان تنها هستند                  | John W. "Jack" Burns          |                                                                                  |
| ۱۹۶۲ | Two Weeks in Another Town          | Jack Andrus                   |                                                                                  |
| ۱۹۶۳ | مرد چنگکی                          | Sgt. P.J. Briscoe             |                                                                                  |
| ۱۹۶۳ | فهرست آدریان مسنجر                 | Various                       |                                                                                  |
| ۱۹۶۳ | برای عشق یا پول                    | Donald Kenneth "Deke" Gentry  |                                                                                  |
| ۱۹۶۴ | هفت روز در ماه مه                  | Colonel Jiggs Casey           |                                                                                  |
| ۱۹۶۵ | در راه خطر                         | Commander Paul Eddington      |                                                                                  |
| ۱۹۶۵ | قهرمانان تلمارک                    | Dr Rolf Pedersen              |                                                                                  |
| ۱۹۶۶ | Cast a Giant Shadow                | Col. Mickey Marcus            |                                                                                  |
| ۱۹۶۶ | آیا پاریس در حال سوختن است؟        | Gen. جرج پتن                  |                                                                                  |
| ۱۹۶۷ | مسیر غرب                           | Sen. William J. Tadlock       |                                                                                  |
| ۱۹۶۷ | دلیجان جنگی                        | Lomax                         |                                                                                  |
| ۱۹۶۸ | Once Upon a Wheel                  | خودش                          | مستند                                                                            |
| ۱۹۶۸ | راهی دلپذیر برای مردن              | Jim Schuyler                  |                                                                                  |
| ۱۹۶۸ | برادری                             | Frank Ginetta                 | همچنین تهیه‌کننده                                                                 |
| ۱۹۶۹ | سازش                               | Eddie Anderson                |                                                                                  |
| ۱۹۷۰ | There Was a Crooked Man...         | Paris Pitman Jr.              |                                                                                  |
| ۱۹۷۰ | The Johnny Cash Show               | Himself/Singer                | TV series (1 episode: #1.18)                                                     |
| ۱۹۷۱ | To Catch a Spy                     | Andrej                        |                                                                                  |
| ۱۹۷۱ | The Light at the Edge of the World | Will Denton                   | همچنین تهیه‌کننده                                                                 |
| ۱۹۷۱ | A Gunfight                         | Will Tenneray                 |                                                                                  |
| ۱۹۷۲ | The Master Touch                   | Steve Wallace                 |                                                                                  |
| ۱۹۷۳ | آدم بی‌سر و پا                      | پگ                            | همچنین کارگردان                                                                  |
| ۱۹۷۳ | Dr. Jekyll and Mr. Hyde            | Dr. Jekyll and Mr. Hyde       | فیلم تلویزیونی موزیکال                                                           |
| ۱۹۷۴ | Mousey                             | George Anderson               | فیلم تلویزیونی                                                                   |
| ۱۹۷۵ | گروه کمک کلانتر                    | مارشال هوارد نایتینگیل        | هم چنین کارگردان و تهیه‌کننده                                                     |
| ۱۹۷۵ | Once Is Not Enough                 | Mike Wayne                    |                                                                                  |
| ۱۹۷۶ | پیروزی در انتبه                    | Hershel Vilnofsky             | فیلم تلویزیونی                                                                   |
| ۱۹۷۷ | هولوکاست ۲۰۰۰                      | Robert Caine                  | aka Rain of Fire and The Chosen                                                  |
| ۱۹۷۸ | خشم                                | Peter Sandza                  |                                                                                  |
| ۱۹۷۹ | شرور                               | Cactus Jack                   |                                                                                  |
| ۱۹۸۰ | زحل ۳                              | Adam                          |                                                                                  |
| ۱۹۸۰ | Home Movies                        | Dr. Tuttle "The Maestro"      |                                                                                  |
| ۱۹۸۰ | آخرین شمارش معکوس                  | Capt. Matthew Yelland         |                                                                                  |
| ۱۹۸۲ | The Man from Snowy River           | Harrison/Spur                 |                                                                                  |
| ۱۹۸۲ | Remembrance of Love                | Joe Rabin                     |                                                                                  |
| ۱۹۸۳ | Eddie Macon's Run                  | Marzack                       |                                                                                  |
| ۱۹۸۴ | Draw!                              | Harry H. Holland              | فیلم تلویزیونی                                                                   |
| ۱۹۸۴ | Hollywood Greats                   | خودش                          | مجموعه تلویزیونی (1 episode: "John Wayne")                                       |
| ۱۹۸۵ | Amos                               | Amos Lasher                   | TV movie                                                                         |
| ۱۹۸۶ | Tough Guys                         | Archie Long                   |                                                                                  |
| ۱۹۸۷ | Queenie                            | David Konig                   | فیلم تلویزیونی                                                                   |
| ۱۹۸۸ | Inherit the Wind                   | Matthew Harrison Brady        |                                                                                  |
| ۱۹۹۱ | اسکار                              | Eduardo Provolone             |                                                                                  |
| ۱۹۹۱ | Veraz/Welcome to Veraz             | Quentin                       |                                                                                  |
| ۱۹۹۱ | Tales from the Crypt               | General Kalthrob              | مجموعه تلویزیونی (1 episode: "Yellow")                                           |
| ۱۹۹۲ | راز                                | Grandpa Mike Dunmore          | فیلم تلویزیونی                                                                   |
| ۱۹۹۴ | A Century of Cinema                | Himself                       | مستند                                                                            |
| ۱۹۹۴ | حریص                               | Uncle Joe McTeague            |                                                                                  |
| ۱۹۹۴ | Take Me Home Again                 | Ed Reece                      | فیلم تلویزیونی                                                                   |
| ۱۹۹۶ | سیمپسون‌ها                          | Chester J. Lampwick (voice)   | TV series (1 episode: "The Day the Violence Died")                               |
| ۱۹۹۷ | زینا: شاهدخت جنگجو                 | Spartacus                     | TV series; archive footage (1 episode: "Athens Academy of the Performing Bards") |
| ۱۹۹۹ | الماس‌ها                            | Harry Agensky                 |                                                                                  |
| ۲۰۰۰ | Touched by an Angel                | Ross Burger                   | TV series (1 episode: "Bar Mitzvah")                                             |
| ۲۰۰۳ | خصلت خانوادگی                      | Mitchell Gromberg             | His son مایکل داگلاس and grandson کامرون داگلاس also appeared in the film        |
| ۲۰۰۴ | Illusion                           | Donald Baines                 |                                                                                  |
| ۲۰۰۸ | Empire State Building Murders      | Jim Kovalski                  | TV movie; aka Meurtres à L'Empire State Building; final role                     |